# گونتر هاپیش
گونتر هاپیش (آلمانی: Günther Happich; ۲۸ ژانویهٔ ۱۹۵۲ – ۱۶ اکتبر ۱۹۹۵) بازیکن فوتبال اهل اتریش بود.
از باشگاه‌هایی که در آن بازی کرده‌است می‌توان به باشگاه فوتبال فرست وینا و باشگاه فوتبال راپید وین اشاره کرد.
وی همچنین در تیم ملی فوتبال اتریش بازی کرده‌است.